# Maggie Kalka
Maggie Kalka, née le 20 octobre 1912 à Helsinki et morte le 22 juillet 1996 à Helsinki, est une kayakiste finlandaise.
Elle devient en 1938 championne du monde au premier championnat du monde de canoë-kayak dans la catégorie K1-600.
Après guerre, elle participera en 1952 aux épreuves d'escrime aux Jeux olympiques d'Helsinki avec comme arme le fleuret mais sera éliminée dès le premier tour.

## Palmarès

### Championnats du monde
- Vaxholm 1938 :
  -  Médaille d'or en K-1 600 m.